# 連邦財務省 (ドイツ)
連邦財務省（れんぽうざいむしょう、ドイツ語: Bundesministerium der Finanzen 、略称：BMF）は、 ドイツ連邦共和国の連邦行政機関の1つ。本部はベルリンのDetlev-Rohwedder-Hausにあり、ボンに支所が置かれている。2025年5月現在の連邦財務相はラース・クリングバイル（SPD）。

## 沿革
- 1879年7月14日 - 帝国財務省（ドイツ語版）として設立される。
- 1919年 - ヴァイマル共和政が発足し、財務省 (ドイツ1919-1945)（ドイツ語版）とReichsschatzministerium（ドイツ語版）に再編される。
- 1923年 - 財務省とReichsschatzministeriumが統合される。
- 1971年 - 一時的に連邦経済・エネルギー省と統合される（1972年まで）。
- 1990年 - ドイツ再統一に伴い東ドイツの財務省（ドイツ語版）と統合される。

## 組織
連邦財務省は10の総局（Directorate-General ：DG）によって構成されている。総局の名称にはローマ数字が割り当てられたものとドイツ語名の頭文字をとったものがある。
- Ｚ総局：Senior political staff
- Ｌ総局：Central administration and services
- 第Ⅰ総局： Economic and fiscal policy strategy; international economy and finance
- 第Ⅱ総局：Federal budget
- 第Ⅲ総局：Customs, VAT, excise duties
- 第Ⅳ総局：Taxation – direct taxes
- 第Ⅴ総局：Federal financial relations, public law and legal matters
- 第Ⅶ総局：Financial market policy
- 第Ⅷ総局：Privatisation, industrial holdings and federal real estate
- Ｅ総局：European policy

## 歴代財務大臣
所属政党:       キリスト教社会同盟（CSU）       キリスト教民主同盟（CDU）       自由民主党（FDP）       ドイツ社会民主党（SPD）
| 氏名 | 氏名                             | 所属政党 | 在任期間       | 在任期間       | 首相(内閣)                                       |
| ---- | -------------------------------- | -------- | -------------- | -------------- | ------------------------------------------------ |
| 1    | フリッツ・シェファー             | CSU      | 1949年9月20日  | 1957年10月29日 | 第1次・第2次アデナウアー内閣                     |
| 2    | フランツ・エッツェル             | CDU      | 1957年10月29日 | 1961年11月14日 | 第3次アデナウアー内閣                            |
| 3    | ハインツ・シュタルケ             | FDP      | 1961年11月14日 | 1962年11月19日 | 第4次アデナウアー内閣                            |
| 4    | ロルフ・ダールグリュン           | FDP      | 1962年12月14日 | 1966年10月28日 | 第4次アデナウアー内閣 第1次・第2次エアハルト内閣 |
| 5    | カート・シュマッカー             | CDU      | 1966年11月8日  | 1966年11月30日 | 第2次エアハルト内閣                              |
| 6    | フランツ・ヨーゼフ・シュトラウス | CSU      | 1966年12月1日  | 1969年10月21日 | キージンガ―内閣                                  |
| 7    | アレックス・モーラー             | SPD      | 1969年10月22日 | 1971年5月13日  | 第1次ブラント内閣                                |
| 8    | カール・シラー                   | SPD      | 1971年5月13日  | 1972年7月7日   | 第1次ブラント内閣                                |
| 9    | ヘルムート・シュミット           | SPD      | 1972年7月7日   | 1974年5月1日   | 第1次・第2次ブラント内閣                         |
| 10   | ハンス・アーペル                 | SPD      | 1974年5月16日  | 1978年2月15日  | 第1次・第2次シュミット内閣                       |
| 11   | ハンス・マテファー               | SPD      | 1978年2月16日  | 1982年4月28日  | 第2次・第3次シュミット内閣                       |
| 12   | マンフレット・ラーンシュタイン   | SPD      | 1982年4月28日  | 1982年10月1日  | 第3次シュミット内閣                              |
| 13   | ゲルハルト・シュトルテンベルク   | CDU      | 1982年10月4日  | 1989年4月21日  | 第1次・第2次・第3次コール内閣                    |
| 14   | テオドール・ヴァイゲル           | CSU      | 1989年4月21日  | 1998年10月27日 | 第3次・第4次・第5次コール内閣                    |
| 15   | オスカー・ラフォンテーヌ         | SPD      | 1998年10月27日 | 1999年3月18日  | 第1次シュレーダー内閣                            |
| 16   | ハンス・アイヒェル               | SPD      | 1999年4月12日  | 2005年11月22日 | 第1次・第2次シュレーダー内閣                     |
| 17   | ペール・シュタインブリュック     | SPD      | 2005年11月22日 | 2009年10月28日 | 第1次メルケル内閣                                |
| 18   | ヴォルフガング・ショイブレ       | CDU      | 2009年10月28日 | 2017年10月24日 | 第2次・第3次メルケル内閣                         |
| -    | ペーター・アルトマイヤー（臨時） | CDU      | 2017年10月24日 | 2018年3月14日  | 第3次メルケル内閣                                |
| 19   | オラフ・ショルツ                 | SPD      | 2018年3月14日  | 2021年12月8日  | 第4次メルケル内閣                                |
| 20   | クリスティアン・リントナー       | FDP      | 2021年12月8日  | 2024年11月7日  | ショルツ内閣                                     |
| 21   | イェルク・クキース               | SPD      | 2024年11月7日  | 2025年5月6日   | ショルツ内閣                                     |
| 22   | ラース・クリングバイル           | SPD      | 2025年5月6日   | 現職           | メルツ内閣                                       |